# Lutterbach
Lutterbach is een gemeente in het Franse departement Haut-Rhin in de regio Grand Est. De gemeente telde 6.755 inwoners op 1 januari 2022.
De gemeente maakt deel uit van het arrondissement Mulhouse en sinds 22 maart 2015 van het kanton Kingersheim. Daarvoor maakte Lutterbach deel uit van het kanton Wittenheim.

## Geografie
De oppervlakte van Lutterbach bedroeg op 1 januari 2022 8,56 vierkante kilometer; de bevolkingsdichtheid was toen 789,1 inwoners per km².

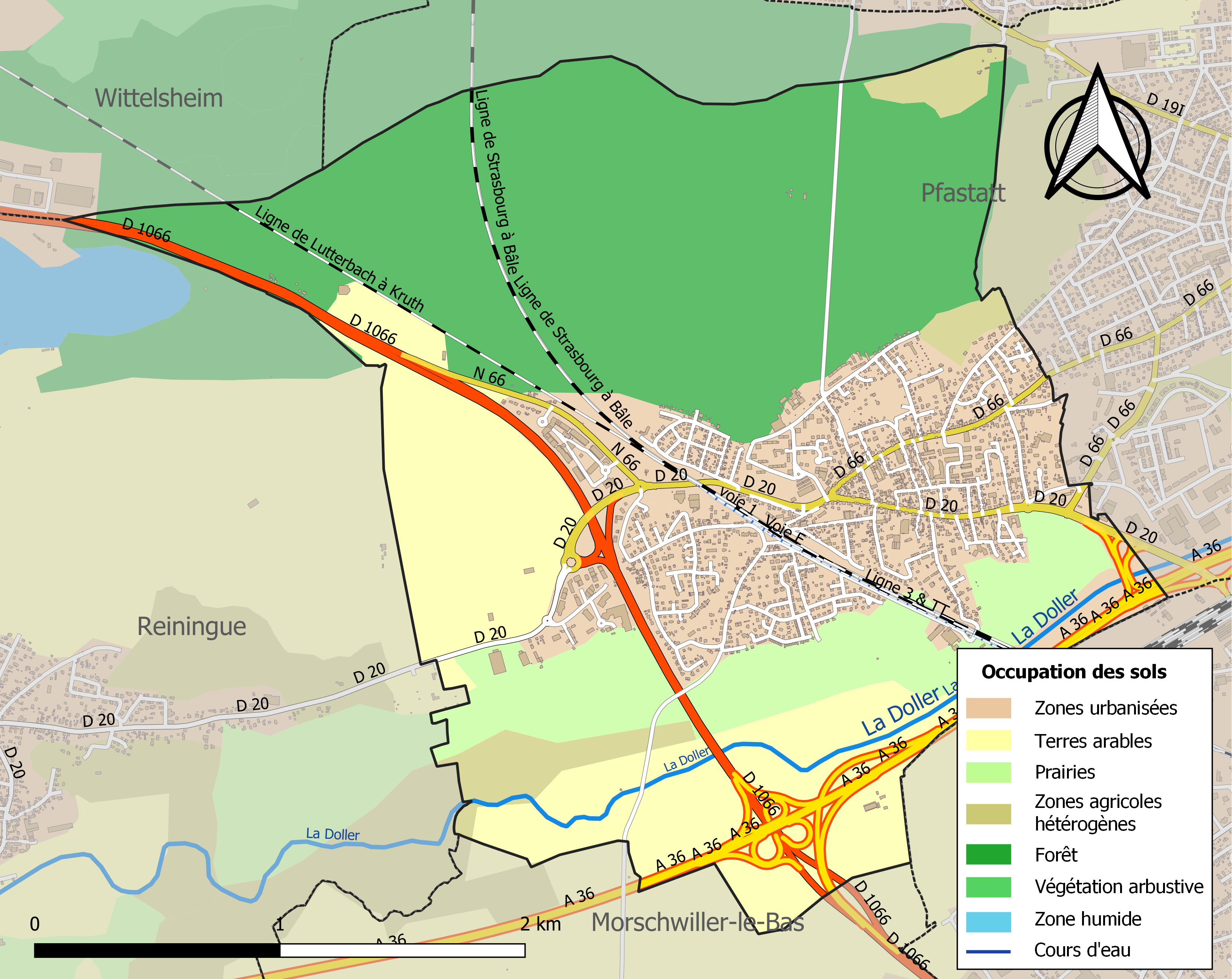
Kaart van de gemeente met de belangrijkste infrastructuur, bodemgebruik en omliggende gemeenten

## Demografie
Onderstaande figuur toont het verloop van het inwonertal (bron: INSEE-tellingen).

## Verkeer en vervoer
In de gemeente staat het spoorwegstation Lutterbach van de Tram-Train Mulhouse-Vallée de la Thur.